# 덕비 조씨
덕비 조씨(德妃 趙氏, 생몰년 미상)는 고려의 제32대 왕 우왕의 제7비이다.

## 생애

### 가계와 왕비 책봉
고려 말 우왕의 총애를 받은 구비삼옹주 중 한 명이다. 조영길의 딸로, 이름은 봉가이(鳳加伊)이다. 조영길은 원래 당대의 권신 이인임의 여종의 남편이었는데, 1384년(우왕 10년) 음력 6월 우왕이 이인임의 집에 갔다가 봉가이를 알게 되어 통정을 하게 된 것이다. 이때 조영길은 말을 하사받고 전농부정에 제수되었다. 이후 우왕과 봉가이는 매일같이 교외로 놀러다니기를 반복하였다.
원래 고려에는 천자수모법이라는 것이 존재하여, 어머니가 노비일 경우 그 자식도 역시 노비의 신분이었다. 따라서 봉가이 역시 이인임의 노비의 신분이었다. 그러나 우왕은 덕비를 맞이한 후 이인임을 부모의 예로 대하고, 이인임도 우왕을 사위의 예로 대했다고 전한다.

### 왕비 시절
1384년(우왕 10년) 음력 11월, 용덕(훗날의 숙비 최씨)이 봉가이를 무고하는 사건이 발생한다. 이 때 용덕은 “평리 도길부가 봉가이와 통정하였다.”라는 내용으로 참소하였다. 용덕은 원래 의비 노씨(우왕의 제3비)의 궁인으로 있다가 우왕의 총애를 얻어 숙비에 책봉되었는데, 이때 봉가이가 유독 우왕의 총애를 받자 이를 질투하여 이러한 무고를 한 것이었다. 우왕은 도길부를 서북면도체찰사(西北面都體察使)로 좌천시켰다.
이후 1385년(우왕 11년) 음력 12월 숙녕옹주(肅寧翁主)에 책봉되었다. 이날 왕비에 책봉된 이는 봉가이 말고도 기생 출신의 칠점선(영선옹주)도 있었는데, 개인의 노비나 기생이 왕비에 책봉된 것은 전례가 없는 일이었다. 한편 숙녕옹주에 책봉된 봉가이는 1386년(우왕 12년) 음력 8월 헌비(憲妃)에 책봉되었고, 그녀를 위해 숙녕부(肅寧府)가 설치되었다. 이후 1387년(우왕 13년) 음력 9월 헌비에서 덕비(德妃)로 개봉되었다.
봉가이가 숙녕옹주로 책봉된 다음달인 1386년 음력 1월에는 우왕이 봉가이에게 줄 주옥 장식이 없다는 이유로 크게 화를 내며 보원고의 관리들을 하옥시켰고, 같은 달에는 전공판서 권주의 집을 수리하여 봉가이에게 주었는데, 숙녕옹주가 새 거처로 이사를 할 때에는 우왕이 친히 나서서 그 이사를 도와주었다.
한편 1386년 음력 2월, 봉가이는 2년 전 자신을 무고했던 용덕을 무고 하였다. 이때 봉가이는 “용덕이 그 어미와 함께 미도를 끼고 현혹시키는 짓을 한다”라고 하였는데, 안그래도 당시 용덕에게 애정이 식었던 우왕은 크게 화내며 곧바로 용덕을 숙비의 자리에서 폐출시켰을 뿐만 아니라 그 아버지 최천검의 집을 적몰하고 용덕의 궁인들을 모두 가두었다. 결국 다음달인 음력 3월 용덕과 최천검은 전주로 귀양을 가고, 그 어미와 시종들은 사형당하였다. 당시 임견미, 이성림, 염흥방 등이 용덕과 그 가족을 애석하게 여기고 도우려 했지만 실패하였다.
그러나 1386년 음력 6월 봉가이는 우왕에게 무고한 사람을 함부로 죽이지 말 것을 간언하는 모습을 보이기도 하였다.

### 우왕 폐위 후
1388년(우왕 14년) 음력 6월 우왕이 폐위되면서, 창왕의 모후 근비 이씨를 제외한 나머지 우왕의 후비들은 모두 사가로 내쫓겼다. 사가로 내쫓긴 이후의 봉가이의 행적에 대한 기록은 없다. 따라서 언제 사망했는지, 어디에 묻혔는지도 알 수 없다. 우왕과의 사이에서 자녀는 없었으며, 호는 덕비(德妃)이다.
다만 그녀의 아버지 조영길이 1388년 음력 11월 개경에 몰래 들어왔다가 들켜 장형에 처해지고 순천으로 유배되었다는 기록만 남아있다.
한편 우왕은 신돈의 자식으로 취급되어 《고려사》의 〈세가〉에 오르지 못하고 〈열전〉반역 편에 수록되었고, 우왕의 왕비들 역시 《고려사》〈열전〉에 아예 수록되지 않았다.

## 가족 관계
- 아버지 : 조영길(趙英吉, 생몰년 미상)
- 어머니 : 이인임(李仁任)의 여종
  - 남편 : 제32대 우왕(禑王, 1365~1389, 재위:1374~1388)